# 大阪人
大阪人（おおさかじん）は、大阪市都市工学情報センターがかつて発行していた月刊誌。大阪市を紹介する雑誌である。

## 概要
大阪市の外郭団体である大阪都市協会が1947年（昭和22年）に創刊した後、「『大阪人も知らない大阪』発見マガジン」をキャッチコピーとして1999年（平成11年）に現在の形となった。内容は大阪の歴史・文化・観光などが中心となっている。
大阪都市協会は2007年（平成19年）に解散したため、同年5月号からは大阪市都市工学情報センターが発行元になった。
橋下徹市長による「外郭団体改革」の一環として、発行元への業務委託（平成23年度約2,400万円）が2011年度をもって廃止されたことなどにより、2012年4月2日発行の5月号増刊「古地図で歴史をあるく」をもって休刊となった。